# 羅茲季切韋
47°49′57″N 32°0′48″E / 47.83250°N 32.01333°E
羅茲季切韋（烏克蘭語：Розтичеве），是烏克蘭中部的村莊，隸屬基洛夫格勒州的克羅皮夫尼茨基區。該村面積0.44平方公里，海拔高度107米，2001年人口39，人口密度每平方公里88.2人。